# MIS18A
MIS18A (англ. MIS18 kinetochore protein A) – білок, який кодується однойменним геном, розташованим у людей на короткому плечі 21-ї хромосоми. Довжина поліпептидного ланцюга білка становить 233 амінокислот, а молекулярна маса — 25 863.
| 10         |  | 20         |  | 30         |  | 40         |  | 50         |
| ---------- |  | ---------- |  | ---------- |  | ---------- |  | ---------- |
| MAGVRSLRCS |  | RGCAGGCECG |  | DKGKCSDSSL |  | LGKRLSEDSS |  | RHQLLQKWAS |
| MWSSMSEDAS |  | VADMERAQLE |  | EEAAAAEERP |  | LVFLCSGCRR |  | PLGDSLSWVA |
| SQEDTNCILL |  | RCVSCNVSVD |  | KEQKLSKREK |  | ENGCVLETLC |  | CAGCSLNLGY |
| VYRCTPKNLD |  | YKRDLFCLSV |  | EAIESYVLGS |  | SEKQIVSEDK |  | ELFNLESRVE |
| IEKSLTQMED |  | VLKALQMKLW |  | EAESKLSFAT |  | CKS        |  |            |

A: Аланін

C: Цистеїн

D: Аспарагінова кислота

E: Глутамінова кислота

F: Фенілаланін

G: Гліцин

H: Гістидин

I: Ізолейцин

K: Лізин

L: Лейцин

M: Метіонін

N: Аспарагін

P: Пролін

Q: Глутамін

R: Аргінін

S: Серин

T: Треонін

V: Валін

W: Триптофан

Кодований геном білок за функцією належить до фосфопротеїнів. 
Задіяний у таких біологічних процесах, як клітинний цикл, поділ клітини, мітоз. 
Білок має сайт для зв'язування з іонами металів, іоном цинку. 
Локалізований у ядрі, хромосомах, центромерах.